# Arius brunellii
Arius brunellii är en fiskart som beskrevs av Zolezzi, 1939. Arius brunellii ingår i släktet Arius och familjen Ariidae. Inga underarter finns listade i Catalogue of Life.